# Athroismeae
Die Tribus Athroismeae gehört zur Unterfamilie Asteroideae innerhalb der Pflanzenfamilie der Korbblütler (Asteraceae). Sie enthält etwa sieben Pflanzengattungen mit etwa 59 bis 70 Arten, die hauptsächlich in Afrika und Australien verbreitet sind.

## Beschreibung

### Erscheinungsbild und Blätter
Es sind einjährige bis ausdauernde krautige Pflanzen oder verholzende Pflanzen: Sträucher oder für die Familie unüblich, auch große Bäume. Manche Arten duften aromatisch. Die in grundständigen Rosetten oder meist am Stängel verteilt, meist wechselständig oder bündelig angeordneten Laubblätter sind gestielt oder ungestielt mit einfacher Blattspreite. Die Blattunterseiten können sitzende Drüsenhaare besitzen (Indument, Trichome).

### Blütenstände und Blüten
Die endständigen körbchenförmigen Teilblütenständen stehen einzeln oder in schirmrispigen, zymösen Gesamtblütenständen zusammen. Die gestielten oder selten sitzenden Blütenkörbe sind meist scheibenförmig oder knäuelähnlich bis kugelig. Die in ein bis vier Reihen zusammenstehenden Hüllblätter sind krautig und fast gleich oder verändert sich abgestuft; sie sind manchmal reduziert oder fehlen. Der konvexe bis konische, manchmal mehr oder weniger kugelige Korbboden kann Spreublätter aufweisen. Im körbchenförmigen Blütenstand befinden sich oft nur Röhrenblüten. Wenn am Rand Zungenblüten (= Strahlenblüten) vorhanden sind, dann sind sie weiblich mit gelben oder weißen Blütenkronen. Die Röhrenblüten (Scheibenblüten) sind glockenförmig und zwittrig oder funktional männlich; es sind zwei bis viele je Blütenkorb vorhanden. Die Blütenkronen der Röhrenblüten sind weiß, grünlich-weiß oder weiß-gelblich, selten purpurfarben und besitzen vier oder fünf Kronzähne. Die vier oder fünf Staubbeutel können kurz geschwänzt sein und selten sind diese Anhängsel gut entwickelt sowie verzweigt. Der Griffel ist ungeteilt und fadenförmig oder er besteht aus zwei Griffelästen.

### Früchte und Pappus
Alle Achänen eines Fruchtstandes sind meist gleich und braun oder schwarz, abgeflacht oder fast stielrund, glatt oder manchmal dick gerieft oder gerippt; sie sind kahl oder an den Längsrippen bewimpert und besitzen Drüsenhaare. In dieser Tribus kann ein Pappus vorhanden sein. Der Pappus besteht aus Pappusborsten oder unterschiedlich ausgefransten Schuppen, einer Krone von Doppeltrichomen, manchmal mit nur zwei Pappusborsten.

## Systematik und Verbreitung
Die Arten der Tribus Athroismeae sind hauptsächlich in Ostafrika verbreitet und einige Arten kommen in Westafrika sowie Madagaskar vor. Ein weiteres Zentrum der Artenvielfalt ist Australien. Es gibt einige Arten im südlichen Asien und Südostasien.
Die Tribus Athroismeae wurde 2002 durch José L. Panero in Proceedings of the Biological Society of Washington, Volume 115, Issue 4, S. 917 aufgestellt. Typusgattung ist Athroisma DC. Die Tribus Athroismeae ist die Schwestertribus von Heliantheae.

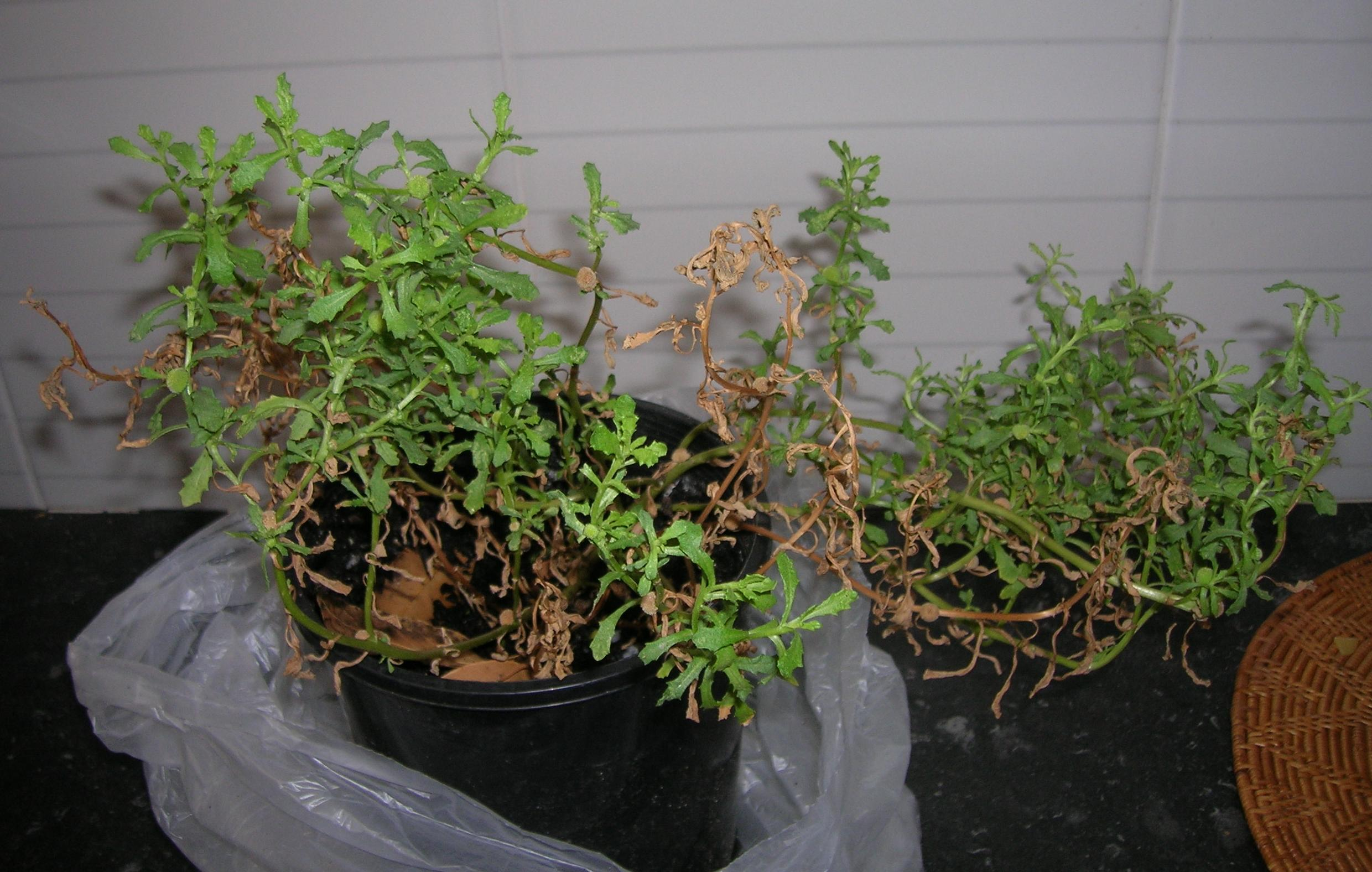
Centipeda cunninghamii

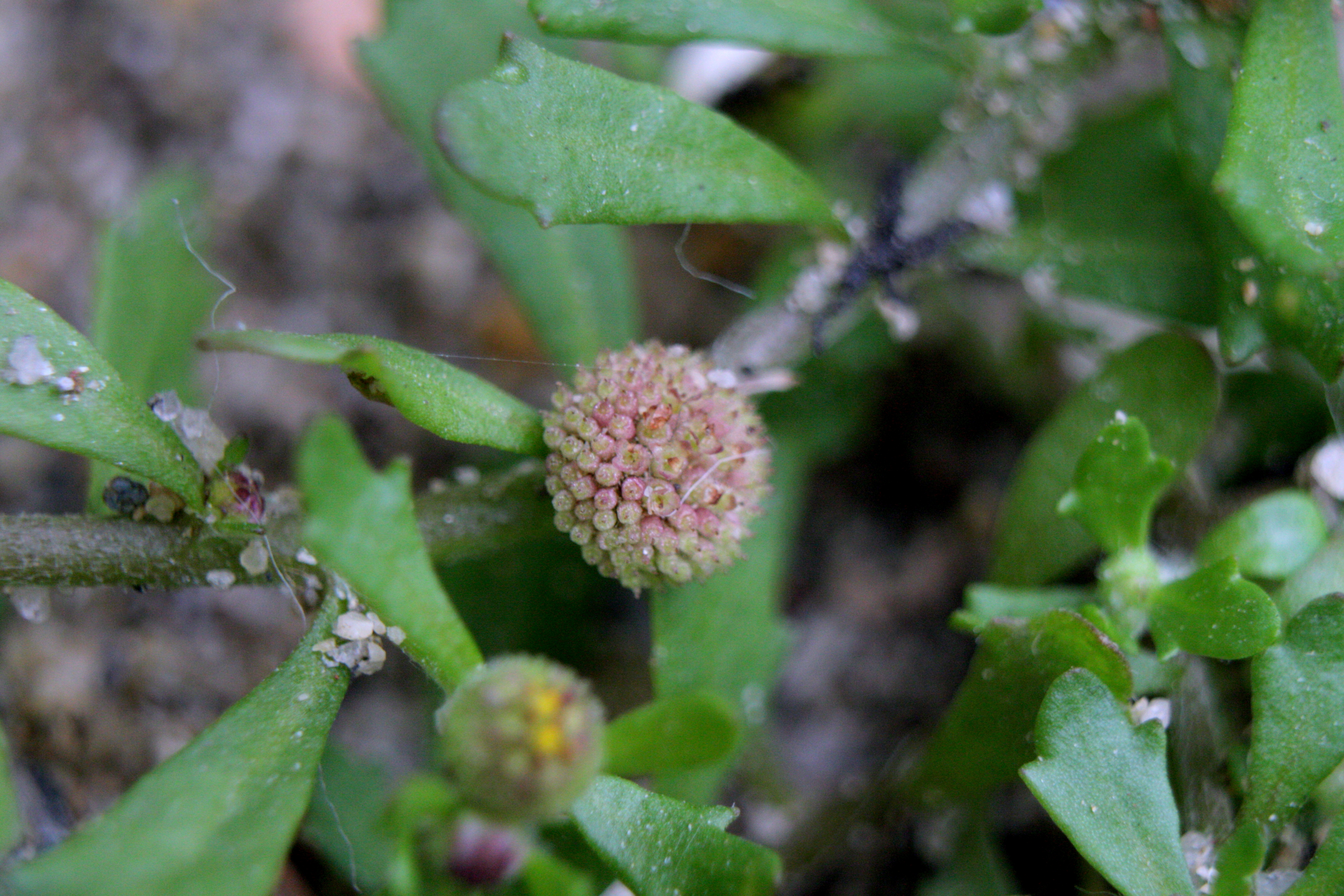
Blütenstände und Laubblätter von Centipeda minima

Die Tribus Athroismeae enthält nur etwa sieben (seit 2010) Gattungen mit etwa 59 bis 70 Arten. Die Tribus wird in vier Subtribus gegliedert:
- Subtribus Anisopappinae Panero: Sie enthält drei Gattungen mit etwa 22 bis 42 Arten:
  - Anisopappus Hook. & Arn.: Sie enthält 20 bis 40 Arten hauptsächlich im südlichen (neun Arten) und tropischen Afrika sowie Madagaskar. Eine Art ist in China beheimatet.[1]
  - Cardosoa S.Ortiz & Paiva: Sie wurde 2010 aufgestellt und enthält nur eine Art:[8]
    - Cardosoa athanasioides (S.Ortiz & Paiva) S.Ortiz & Paiva: Sie kommt nur in Angola in der Provinz Huambo vor.

  - Welwitschiella O.Hoffm.: Sie enthält nur eine Art:
    - Welwitschiella neriifolia O.Hoffm.: Sie kommt im tropischen südlich-zentralen Afrika vor.

- Subtribus Athroisminae Panero: Sie enthält drei Gattungen mit etwa 28 Arten:
  - Athroisma DC.: Die etwa zwölf Arten in Afrika, Madagaskar, Indien sowie Indonesien verbreitet.
  - Blepharispermum Wight ex DC.: Die etwa 15 Arten sind in Afrika, Madagaskar, auf der Arabischen Halbinsel und auf dem indischen Subkontinent verbreitet.
  - Leucoblepharis Arnott: Sie enthält nur eine Art:
    - Leucoblepharis subsessilis Arn.: Sie kommt nur im südwestlichen Indien vor.

- Subtribus Centipedinae Panero: Sie enthält nur eine Gattung:
  - Centipeda Lour.: Die früher fünf bis sechs, heute etwa zehn Arten kommen in Madagaskar, Indomalaysia, Chile, Australien (fünf Arten), Neuseeland und auf pazifischen Inseln vor, das Zentrum der Artenvielfalt liegt in Australien und Neuseeland;[9] beispielsweise:
    - Centipeda cunninghamii (DC.) A.Braun & Asch.
- Subtribus Lowryanthinae Pruski & Anderb. Sie enthält zwei Gattung.
  - Lowryanthus Pruski: Sie enthält nur eine Art aus Madagaskar.
    - Lowryanthus rubens Pruski

  - Apodocephala Baker: Die neun Arten kommen nur in Madagaskar vor, sie wachsen teils als große Bäume.
- Subtribus Symphyllocarpinae
  - Artemisiopsis: Sie enthält nur eine Art.
    - Artemisiopsis villosa (O.Hoffm.) Schweick. ; Aus dem südwestlichen Afrika.

  - Symphyllocarpus Maxim. mit nur einer Art.
    - Symphyllocarpus exilis Maxim.: Aus Korea, Ostchina und Ostsibirien.

Nicht ganz klar ist die Gattung Anisochaeta DC. mit nur einer Art, Anisochaeta mikanioides DC. aus dem östlichen Südafrika, die noch Gnaphalieae angehört.

## Nutzung
Die medizinischen Wirkungen von Centipeda cunninghamii und Centipeda minima wurden untersucht.

## Weiterführende Literatur
- Arne A. Anderberg Anderberg: Athroismeae. In: Victoria Ann Funk, A. Susanna, T. F. Stuessy & R. J. Bayer (Hrsg.): Systematics, evolution, and biogeography of Compositae., S. 681–688. Vienna, Austria: International Association for Plant Taxonomy – IAPT.